# ایول اینجل
ایول اینجل (به انگلیسی: Evil Angel) یک شرکت آمریکایی تولید و توزیع کننده فیلم‌های پورنوگرافی است که مالک و مؤسس آن جان استالیانو است.
این شرکت به عنوان «برترین تولیدکننده فیلم‌های پورن» در ایالات متحده و به عنوان یکی از معدود شرکت‌هایی که اجازه توزیع فیلم‌های پورنوگرافی هاردکور در ایالات متحده را دارند و به عنوان یکی از سودآورترین استودیوهای پورن توصیف شده‌است.